# Анджей Миколай Млодзейовський
Анджей Миколай Станіслав Костка Млодзейо́вський (пол. Andrzej Mikołaj Stanisław Kostka Młodziejowski; 1717 — 20 березня 1780, Варшава) — державний діяч Речі Посполитої, священик і єпископ Римо-Католицької Церкви. Представник шляхетського роду Млодзейовських гербу Кораб.

## Життєпис
Син Станіслава Млодзейовського. Прийняв священство 6 липня 1740 року. Випускник Римської академії, доктор (1755). Великий канцлер коронний (1767—1780), сенатор. Єпископ перемишльський (1 грудня 1766–1768) і познанський (16 травня 1768–1780).
Помер 20 березня 1780 року у Варшаві (Польща) після паралічу. Був похований у колегіаті святого Івана Хрестителя.